# Andrés Makin
Andrés Makin, Jr. (né le 11 avril 1992 à Punta Gorda au Belize) est un joueur de football international bélizien, qui évolue au poste de milieu de terrain.
Son frère aîné, Devon, est également footballeur.

## Biographie

### Carrière en sélection
Andrés Makin reçoit 11 sélections en équipe du Belize entre 2013 et 2015, sans inscrire de but.
Il joue son premier match en équipe nationale le 20 janvier 2013, contre le Guatemala (match nul et vierge). Il reçoit sa dernière sélection le 8 septembre 2015, contre le Canada (match nul 1-1).
Il dispute six matchs rentrant dans le cadre des éliminatoires du mondial 2018.
Il participe avec l'équipe du Belize, à la Gold Cup 2013 organisée aux États-Unis.

## Palmarès
Police United
- Championnat du Belize (2) :
  - Champion : 2013 (Clôture) et 2015 (Ouverture).
  - Vice-champion : 2012 (Clôture), 2012 (Ouverture), 2014 (Clôture) et 2014 (Ouverture).